# Squelette virtuel

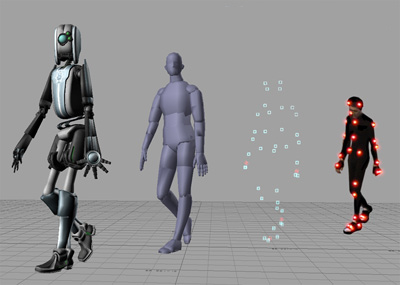
Construction d'une image de synthèse

En synthèse d'image 3D, les squelettes virtuels sont créés à l'aide de ce que l'on appelle bones (os en français), qui remplacent grossièrement l'ensemble de nos os principaux.
Ces bones peuvent aussi être utilisés pour mouvoir d'autres objets même si ceux-ci n'ont pas la forme d'un corps humain.
Tout objet modélisé en 3D est constitué d'une multitude de points qui représentent les intersections des faces de l'objet. À ces points on associe tel ou tel bone qui, quand il sera bougé, entraînera le déplacement des points qui lui sont associés.